# Пирожков, Владимир Вячеславович
Влади́мир Вячесла́вович Пирожко́в (родился в Кишинёве в 1968) — российский дизайнер.

## Биография
Родился в Кишинёве в 1968 году. Учился в 45-й школе города Тольятти, Самарская область.
Учился в Свердловском архитектурном институте по специальности «промышленный дизайн» (1985—1992 г.г.), во время учёбы на 4 курсе проходил стажировку в студии дизайнера Луиджи Колани, где участвовал в работах по заказам таких фирм, как Adidas, Ferrari, Yves Saint Laurent. Защитил диплом в Свердловске по теме «Дизайн автомобиля Ferrari Testa d’Oro». Далее продолжил обучение в Швейцарии в Art Center College of Design.
С 1994 года работал в компании Citroën (являлся разработчиком интерьеров моделей Xantia X2, C5, концепт-кара C3 Lumiere, C3 Air, C6 Lignage, C4 Volcane, автором рестайлинга модели Xsara). С 2000 года — старший дизайнер в европейском дизайн-центре Toyota в Ницце, участвовал в создании моделей Yaris, Auris, Corolla, Avensis и концепт-каров MTRC и UUV.
С февраля 2005 года — почётный член Российской академии художеств.
С 2007 года работает в России, создал здесь мультиотраслевой центр промышленного дизайна и инноваций «АСТРАРОССА дизайн» (является его президентом). Одним из первых проектов новой студии стала разработка официальной раскраски и элементов фирменного стиля нового пассажирского самолёта Sukhoi Superjet 100 компании «Гражданские самолёты Сухого».
Дизайнерской командой под руководством Владимира Пирожкова и Андрея Водяника разработан дизайн факелов Эстафет Олимпийского и Паралимпийского огня XXII зимних Олимпийских игр 2014 года в Сочи
Совместно с РКК «Энергия» создал концепт-модель возвращаемого пилотируемого корабля «Русь», представленного на МАКСе.
Женат.